# Франсуа III де Ларошфуко
Франсуа III де Ларошфуко (фр. François III de La Rochefoucauld; 1521 — 24 серпня 1572) — військовий та політичний діяч Французького королівства, гугенотський діяч часів релігійних війн, 3-й граф Ларошфуко, принц де Марсіяк.

## Життєпис
Походив з шляхетського роду Ларошфуко з Ангумуа. Син графа Франсуа II де Ларошфуко та Анни де Поліньяк де Рандон і де Бомон. Народився 1521 року в Парижі. Здобув гарну освіту. Увійшов до почтку короля Генріха II, ставши одним з його улюбленців. 1533 року після смерті батька успадкував титул графа та принца Марсіяка. Розпочав успішну військову кар'єру. Відзначився у бойових діях в П'ємонтському князівстві.
1552 року як капітан легкої кінноти брав участь в обороні Метца від військ імператора Священної Римської імперії Карла V. Того ж року в Парижі одружився з Сильвією, представницею ітаклійського роду Піко делла Мірандола. 1557 року як лейтенант жандармів герцога Лотаринзького брав участь у битві при Сен-Квентині, де французи зазнали тяжкої поразки. Сам Франсуа III потрапив у полон. Перебував у Німеччині до 1560 року. За цей час навернувся до кальвінізму. 1557 року після смерті дружини (у 1556 році) одружився з Шарлоттою з французького роду Руе. Відповідно до шлюбного договору усі нащадки від цього шлюби мали прізвище Руе.
З 1560 року належав до одного з лідерів гугенотів, підтримуючи Людовика I де Конде. В подальшому став активним учасником релігійних війн. Був учасником блокади Парижу. Під час першої гугенотської війни 1562 року брав участь у битві біля Сен-Дені, потім в значній мірі сприяв захопленню Орлеану, а невдовзі — Жаржо. Того ж року відзначився у битві біля Дре, де гугеноти зазнали поразки. Під час другої гугенотської війни в 1567 році захопив Божансі й Понс, потім брав участь в облозі Шартру 1568 року.
Звитяжив під час третьої гугенотської війни, зокрема під час облоги Ла-Рошелі (прийшов на допомогу принцу Конде) та в битвах при Жарнаку, Порт-де Пілс та Монконтурі (усі 1569 року), в битві біля Арне-ле-Дюк 1570 року. Того ж року після укладання Сен-Жерменського миру перебирається до Парижу, де стає одним з фаворитів короля Карла IX, отримавши посаду королівського камергера.
Разом з Гаспаром де Коліньї стає прихильником війни з Іспанією за Нідерланди. 1572 року перед початком Варфоломійської різанини король намагався врятувати Ларошфуко. Але той відмовився залишитися у королівській кімнаті. Внаслідок цього Франсуа було вбито разом з дружиною, роздягнуто, а його труп кинуто до Сени.

## Родина
1. Дружина — Сильвія, донька сеньйора Джованні Піко делла Мірандоли, гуманіста й філософа
Діти:
- Франсуа (1554—1591), 4-й граф Ларошфуко

2. Дружина — Шарлотта, донька Карла де Руе, графа де Русі
Діти:
- Джоссю (д/н—1589), граф Русі
- Генріх (д/н—1576)
- Карл (1560—1605)
- Бенджамін (д/н—1596)
- Магдалена (д/н), дружина Юста Луї IV де Турнона, графа Руссільйон
- Ізабелла (д/н—після 1588), дружина Жана луї де Ларошфуко, графа Рандан